# VR Sm4
Sm4 전동차는 핀란드 철도의 전기 동차이다. 1990년대 후반 저상 통근 열차가 필요하여 1999년 10편성을 주문하였다. 2002년 20편성을 더 주문하였고, 2005년까지 차량이 반입되었다. 과거 헬싱키 통근 열차에 사용되었던 Sm1과 Sm2 전동차를 대체하였다. 현재는 헬싱키 통근 열차 이외에도 리히매키-탐페레, 리히매키-코우볼라 간에도 투입된다.
영업 최고 속도는 시속 160km이며, 회생 제동이 가능하다. 부분적으로 저상 출입구가 달려 있으며, 장애인용 화장실도 갖추고 있다. 이를 위하여 대부분의 전장품이 차량 위쪽에 달려 있다. 승객에게 정보를 안내하는 LCD 화면 및 주변 감시용 카메라도 달려 있다.
현재 Sm4는 다양한 헬싱키 통근 열차 노선에 사용된다. R과 Z 노선에는 대부분 Sm4가 투입되며, A, C, I, M, N 노선에는 Sm1/Sm2와 같이 투입된다. 차량 단가가 높으며 장거리 서비스에 최적화되어 있지만, 저상 열차가 필요한 단거리 노선에도 투입된다.
향후 도입될 Sm5 역시 저상 열차이며, Sm5가 본격적으로 도입되면 Sm1/Sm2 통근 열차는 퇴역할 예정이다.

## 같이 보기
- 핀란드 철도
- VR Sm1/VR Sm2
- VR Sm5